# Jabril Trawick
Jabril Trawick (Jenkintown, Pensilvania, 17 de junio de 1992) es un exbaloncestista estadounidense. Con 1,98 metros de estatura, jugaba en la posición de escolta.

## Trayectoria deportiva

### Universidad
Jugó cuatro temporadas en los Hoyas de la Universidad de Georgetown, promediando 6,8 puntos, 2,7 rebotes y 1,6 asistencias por partido,

### Profesional
Tras no ser elegido en el Draft de la NBA de 2015, se unió a los Orlando Magic para disputar las Ligas de Verano. El 31 de octubre fue seleccionado en el puesto 14 del Draft de la NBA D-League por los Sioux Falls Skyforce.
En su primera temporada en el equipo promedió 9,5 puntos y 2,3 rebotes por partido, ayundando en la consecución del campeonato de liga, derrotando en las finales a Los Angeles D-Fenders. El 1 de noviembre de 2016 renovó contrato con los Skyforce.